# Talijanizacija
Talijanizacija ili potalijančivanje označava proces kulturne asimilacije tijekom kojeg se netko ili nešto djelomično ili nimalo talijanski pretvara u nekog ili nešto potpuno talijansko. Talijanizacija može biti dobrovoljna i/ili nasilna. Prisilna talijanizacija se provodila uvođenjem talijanskog jezika i kulture u teritorijama koje su bile okupirane od strane talijanske države.
U Hrvatskoj se ovaj pojam posebno koristi za nasilje nad Hrvatima u dijelovima Hrvatskog Jadrana nakon Prvog svjetskog rata.
Vrlo jaka talijanizacija provođena je i u nekim drugim zemljama, na primjer u Sloveniji i Južnom Tirolu.

## Talijanizacija u 19. stoljeću
U doba venecijanske vladavine državne vlasti nisu poduzimale mjere radi talijanizacije stanovništva u Istri i Dalmaciji. Hrvatska područja pod vlašću Venecije bila su osobito važna u razvoju hrvatske kulture - pa tako razvoj hrvatske književnosti u velikoj mjeri možemo pripisati Hrvatima koji su bili mletački podanici i koji su svoje knjige tiskali u Mlecima: od Hanibala Lucića u 15. do Marka Marulića u 16. i Andrije Kačića Miošića u 18. stoljeću; slično je bilo i s drugim umjetnostima.
Ubrzo nakon pada Venecije, 1806. godine generalni upravitelj Dalmacije u sklopu Ilirskih pokrajina Vincenzo Dandolo (inače Venecijanac), u svojem godišnjem izvješću Napoleonu savjetuje ukidanje školovanja na "ilirskom" jeziku u sjemeništima u Zadru, Splitu i Priku kod Omiša, radi uvođenja poduke na talijanskom jeziku. U narednom razdoblju Dandolo osniva u Zadru talijanski licej, te diljem Dalmacije sedam gimnazija, kao i devetnaest muških i četrnaest ženskih škola - sve do jedne na talijanskom jeziku.
Ovakve aktivnosti nastavljaju se promjenjivim tempom i kasnije tijekom 19. stoljeća, nakon što Istra i Dalmacija dolaze pod vlast Austrije, a nacionalističke ideje kakve prepoznajemo kod Napoleonovog providura Dandola postaju općeraširene u Europi, osobito među političkim liberalima. Talijanizacija se provodila uz ideju da je posrijedi svojevrsno darivanje "naprednije" talijanske kulture i "ljepšeg" talijanskog jezika, uz stvaranje animoziteta prema Hrvatima iz drugih krajeva (koji da su "furešti", tj. stranci - dok su lokalni Talijani naprotiv "domaći"; među lokalnim Talijanima se s druge strane promoviralo talijanski patriotizam). Možda najplastičniji primjer takve talijanizacije vidimo u životu i djelu utjecajnog "talijanaškog" političara i dugogodišnjeg (1865. – 1880.) splitskog gradonačelnika Antonija Bajamontija, autora (ne)slavne parole Slaveni sutra, Hrvati - nikada! ("Slavi anche domani, Croati mai").
Djelovanje Narodne stranke je u Dalmaciji uspjelo onemogućiti djelovanje talijanaša, te opada i uporaba talijanskog jezika: od većih mjesta on se koristio još u Zadru, Trogiru i donekle Splitu. Na popisu stanovništva 1890. godine bilježi se u Dalmaciji 16 tisuća stanovnika kojima je primarni jezik talijanski, koji broj do 1910. godine skromno raste na 18 tisuća.
U Istri, međutim, Narodna stranka ima slabiji uspjeh, te talijanski liberali kontroliraju lokalne samouprave koje onemogućavaju osnivanje hrvatskih škola sve do kraja 19. stoljeća; čak i tada je osnivanje i djelovanje prvih sedamdesetak škola na hrvatskom jeziku bilo moguće tek privatnim donacijama prikupljanima u drugim dijelovima Hrvatske, zahvaljujući djelovanju Družbe sv. Ćirila i Metoda za Istru. Istarski "Narodnjaci" (kojima je Matko Laginja u to vrijeme dao pravašku orijentaciju) - koji dobivaju većinu glasova na izborima, ali zahvaljujući izbornom sustavu samo manjinu vijećnika - uspijevaju 1910. godine blokirati rad Istarskog sabora, te namjesništvo kojega je potom imenovao izravno Beč pristaje tek od tada financirati i rad školstva na hrvatskom jeziku.
Tijekom 19. i početkom 20. stoljeća, u gradove u Istri se doseljava novo stanovništvo s pretežno hrvatskog sela; u vrijeme kada je obrazovanih Hrvata malo, a lokalna samouprava u rukama talijanskih liberala sustavno onemogućuje razvitak hrvatskog školstva i moderne kulture, veliki dio tih u grad preseljenih Hrvata prihvaća jezik i kulturu nove sredine. Talijanizira se i određeni broj naprednijih hrvatskih sela, u kojima stanovnici prihvaćaju uspostavu škola na talijanskom jeziku. Zahvaljujući takvim trendovima, od prvog austrijskog popisa stanovništva iz 1857. godine do zadnjega 1910. godine se bilježi rast udjela stanovništva za koje se može registrirati da im je talijanski jezik glavni jezik komunikacije, te broj govornika talijanskoga na području raste s 37 na 108 tisuća, u vrijeme dok broj govornika slovenskog i hrvatskog jezika raste daleko skromnije: s 34 na 44 tisuće u pogledu slovenskog,  te sa 120 na 136 tisuća za hrvatski jezik.
Tako je pred I. svjetski rat u Istri bilo oko jedna trećina stanovništva, kojega se moglo popisati kao one kojima je talijanski jezik glavni jezik komunikacije. Valja ipak opaziti da se u austrijskim popisima nije registrirala dvojezičnost, koja je u Istri bila raširena kako u ono doba, tako sve do danas: dvojezične osobe su na tim popisima u pravilu bili registrirane kao govornici talijanskog jezika, kao uglednijega.

## Prisilna talijanizacija u Istri i Dalmaciji 1918. – 1943.
Do Prvog svjetskog rata dio sjeverne Italije pripadao je Austro-Ugarskoj, a talijanski iredentisti su se borili za pripajanje tih teritorija Italiji. Na početku Prvog svjetskog rata talijanski iredentisti vidjeli su priliku da ostvare te namjere. Antanta je Londonskim sporazumom 1915. godine Italiji bila obećala suglasnost na zauzimanje velikog dijela slovenskog i hrvatskog etničkog teritorija. Zauzvrat, Italija se pridružila snagama savezničkih sila, izdavši svoje dojučerašnje saveznike, Centralne sile, kojima je objavila rat.
Na kraju rata Italija je dobila manje nego što joj se obećalo Londonskim sporazumom, ali još uvijek puno više nego što bio joj pripadalo po pravu na samoodređenje naroda.  Kraljevina SHS i Italija su Rapallskim ugovorom odredile državne granice nepovoljno za hrvatski i slovenski narod.
Talijanizacija je krenula već prije talijanskog fašizma. Na području koje je bilo povezano s Italijom, ta politika je započela neposredno nakon Prvog svjetskog rata. Talijanski premijer Vittorio Emanuele Orlando već je 24. studenog 1918. poslao brzojav u Trst s uputama za kaznene mjere protiv Slovenaca i Hrvata. U prosincu 1918. započeli su napadi na tršćanskog biskupa Andreja Karlina jer je bio Slovenac, a već sljedeće godine bio je taj biskup prisiljen podnijeti ostavku. Umjesto pojmova Slovenci i Hrvati, Talijani su vrlo uporno koristili pojam "Slaveni" (Slavi, ponekad Schiavi), ustrajno negirajući posebnost i postojanje tih naroda. Posebnost u tomu je bila što je talijanska riječ schiavo znači rob, sluga a Slavo Slaven.
Kasnije su fašistički vlastodršci poduzeli nasilnije mjere radi talijanizacije: Hrvatima i Slovencima je zabranjeno korištenje svojih jezika u javnim uredima i školama. U većim mjestima organizacija "Italia Redente" osniva vrtiće za cjelodnevni odgoj djece, s izričitom svrhu talijanizacije "Slavena". Prigodom posjete pokroviteljice tog društva Vojvotkinje d'Aosta 1930. god. piše tršćanski Il Piccolo:
"Nove generacije na granici plazmiraju se i modeliraju u azilima (op.: dječjim vrtićima) Italie Redente. Male ove ćelijice pune života porazmještene po unaprijed smišljenom planu, a prema lokalnim potrebama, lijepo se razvijaju i sjajno napreduju. U njima mali Slaveni počinju tepati prve talijanske riječi, ovdje primaju elementarnu poduku o kulturnom životu, uče kako trebaju ljubiti, misliti i raditi u talijanskom duhu. U kvarnerskoj zoni djeca hrvatskih roditelja razumiju i govore samo talijanski, pa ih njihovi roditelji niti ne razumiju. U okolici Tarvisa mali Nijemci govore samo talijanski i nemogu se s roditeljima u njemačkom jeziku nikako sporazumjeti. To se isto može reći i za djecu oko Soče, gdje pučanstvo govori samo slovenski, a mališani, koji proborave u azilu po 8 sati dnevno govore samo talijanski... Za dvadeset će godina sva nova generacija uz granicu biti apsolutno talijanska i jezično i mišlju i običajima."
Ernest Radetić sumira teški gubitak koju je hrvatska stvar pretrpjela u Istri tih godina:
"Od 169 hrvatskih osnovnih škola, dvije gimnazije, dva ženska učiteljištva, 343 hrvatska učitelja, sličan broj svećenika Hrvata, tri hrvatske tiskare i tri dnevna lista, dva tjednika na hrvatskom jeziku, više stotina prosvjetnih, športskih i omladinskih društava gospodarskih zadruga i štedionica, niz narodnih domova po selima i gradićima, znatan broj općinskih uprava u rukama Hrvata - nije ostalo ništa... imali smo sve što jedan narod samoniklo kulturan, ponosan, svjestan svoje narodnosti i narodne časti može imati... sve su nam otjerali, sve pozatvarali, sve uništili i spalili, sve povelje, sve kulturne spomenike, čak i hrvatske natpise na nadgrobnim pločama, sve, sve, sve, pa i časna imena otaca i djedova naših, sve su nam odnarodili, zatrli, iskrivili, upropastili."
Nije ovaj najdrastičniji navod o paležima preuveličavanje; Radetić navodi primjere na području Baderne - njegovog rodnog mjesta odakle je 1920. god. emigrirao za Jugoslaviju -  u kontekstu protuslavenskog nasilja povodom talijanskih parlamentarnih izbora od 15. svibnja 1921. godine: dan prije izbora skupina fašista koja je došla na vojnim kamionima polila je benzinom i zapalila kuću lokalnog trgovca Petra Burića, a u nekoliko kilometara dalekim selima Pajarima su zapalili kuće Gašpara Heraka i Antuna Heraka. Nekoliko dana ranije, 7. svibnja 1921. godine, spalili su fašisti župni ured u nekoliko kilometara dalekoj Kringi i teško zlostavljali župnika Božu Milanovića. Tomo Herak, koji je bio kandidat na parlamentarnim izborima, uhićen je prije izbora a čitavo (manje) selo Heraki (nekoliko kilometara daleko od Baderne) je zapaljeno. U drugim dijelovima Istre bilo je slično.
Neprijateljski raspoložene državne vlasti su hrvatske seljake istodobno lišile pučkih štedionica i seoskih zadruga koje su na tržište iznosile njihove proizvode, te znatno povećale porezni pritisak: 1925. godine piše tršćanski dnevnik "Piccolo" da je na Pazinštini 60 posto poreznih obveznika pod ovrhom, te im se plijeni stoka i namještaj; u nekim mjestima Istre ima do 90% poreznih obveznika pod ovrhama. Samo u osobito teškoj 1932. godini je na Poreštini završilo u stečaju (dakle, na generalnoj ovrsi cjelokupnog imanja) oko 600 od ukupno 3000 poreznih obveznika, a broj radne stoke (volova za oranje) na selima tog dijela Istre je od 1928. do 1932. god. zbog učestalih ovrha pao s 9.981 na 4.113 glava. Onima koji su surađivali s vlastima, život je bio bolji: fašistički režim se prilično brinuo za radnike i niže službenike, te je mogućnost zaposlenja u cestariji ili pošti izgledala kao san za sinove iz oskudicom pritisnutih seljačkih obitelji. Drugi se iseljavaju - u Hrvatsku ili prekomorske zemlje. Osobito je mnogo bilo iseljavanja za tada vrlo prosperitetnu Argentinu: puljski prefekt (šef policije) izvještava Ministarstvo unutarnjih poslova u Rimu 1928. godine o 1033 putovnice izdane "allogenima" ("inorodnima", tj. Hrvatima), što predstavlja "veliki egzodus inorodnih" ("un gran esodo di allogeni"). 1929. godine on izvještava o nastavku procesa: "Ova pojava favorizirana od vlade, oslobodit će velik dio zemlje od nepoželjnih elemenata." 1930. godine prefekt izvještava: "Emigracija u Argentinu je u punom zamahu. U zadnjem tromjesečnju izdano je 450 putnica za tu državu. Ta emigracija poprima kolektivni karakter u tom smislu, što u mnogim slučajevima odlaze s glavom obitelji čitave porodice".
U isto vrijeme državne vlasti potiču doseljavanje Talijana u Istru, što uspijeva npr. u novosagrađenom rudarskom gradiću Raša ("Arsia") kod Labina, ali i drugdje gdje velike državne investicije otvaraju radna mjesta. U obližnjoj Rijeci 1922. godine otkaze na radnim mjestima u javnim poduzećima dobiva 1500 "Slavena" i lokalnih Talijana koji su iskazivali potporu opstanku Riječke države umjesto sjedinjenju s Italijom, te su u velikom broju zamijenjeni doseljenicima iz Italije. Početkom 1932. godine, od 24 gradska pometača, 16 su Talijani doseljeni iz Italije.
Talijanizacija je bila posebno izražena u iskorjenjivanju hrvatskih i slovenskih imena i prezimena. Nakon što su se prvih nekoliko godina imena "prevodila" u neka slična talijanska, od prosinca 1923. godine je propisano da se u matične knjige koje su vođene pri općinama više ne smiju novorođenoj djeci upisivati slavenska imena, koja da su navodno smiješna. Kod toga je bilo dosta negodovanja roditelja novorođene djeca. Dana 10. siječnja 1926. god. proglašen je novi zakon o osobnim imenima, kojim je omogućen tobožnji “povrat” netalijanskih prezimena u korpus talijanskih prezimena i njihovu “svođenju” na talijanski oblik. Dana 7. travnja 1926. god. izdana je nova uredba koja nalaže matičnim uredima da u matične knjige upisuju samo talijanizirane oblike netalijanskih imena i prezimena. Naposljetku je ministarskim dekretom od 5. kolovoza 1926. god. bila naložena sustavna talijanizacija prezimena u anektiranim krajevima, te je od travnja 1927. godine provedena kampanja nasilne talijanizacije hrvatskih prezimena. Zakon donijet u ožujku 1928. zabranjivao je djeci davati "koja su smiješna ili sramotna, koja vrijeđaju javni red, nacionalna i vjerska čuvstva."  U provedbi tog zakona, odbijalo se upisati u knjige imena koja bi mogla otkrivati hrvatsko ili slovensko porijeklo djece.
Usporedo je provedeno talijaniziranje toponima, a hrvatski natpisi su "iskorijenjivani" i s nadgrobnih spomenika, natpisa na crkvama i kapelicama i slično.
Nakon što su se po talijanskoj okupaciji u praksi javnih tijela koristili samo talijanski toponimi, dekretom od 28. veljače 1921. god. je bio i formalno ukinut austrijski sustav dvojnih naziva: bila je naloženo da se do daljnjega imaju službeno koristiti isključivo toponimi pisani talijanskom grafijom, a na osnovi karata talijanskog Vojnog zemljopisnog zavoda. Istim je dekretom bilo propisano osnivanje civilnih povjerenstava u anektiranim krajevima sa zadaćom da popišu i talijaniziraju sve toponime na svojim područjima. Ti su popisi bili dovršeni do kraja 1922. god., te su dekretom od 29. ožujka 1923. god. oni bili proglašeni službenim i obvezujućim.
Osim jezičnog i kulturnog nasilja, protiv Hrvata i Slovenaca je bilo usmjereno i najprimitivnije i brutalno fizičko nasilje. Vlast je od početka tolerirala ili čak podržavala terorističke "skvadre" (talijanski squadra =  skupina), od kojih su se kasnije razvile razbijačke fašističke bande. Tijekom fašističke vladavine bilo je za svu djecu obvezno sudjelovanje u fašističkim organizacijama za djecu i mladež, a mladićima koji su se vratili iz (talijanske) vojske je mogućnost za nalaženje zaposlenja i bilo kakav socijalni napredak uvjetovana svakodnevnim odlaskom u "Dopolavoro" ("Poslije posla", društveni domovi sa sportskim i ugostiteljskim sadržajima programiranima u svrhu širenja privrženosti radništva Fašističkoj partiji), sudjelovanje u druženjima isključivo na talijanskom jeziku i dioništvom u talijanskoj popularnoj kulturi. Sudjelovanje u hrvatskoj kulturi bilo je ionako moguće samo na razini starih seoskih priča i običaja: uopće nije bila dostupna nikakva hrvatska literatura, niti je bilo moguće pratiti bilo koju kulturnu produkciju na hrvatskom jeziku - čak i oni koji su htjeli nešto napisati na hrvatskom jeziku činili su to korištenjem talijanskog pravopisa: "Dragi moi dobri mus, u pocetcu moga malega pisma te nai pria ud svega lipo i srdacno postravian i poiubin ... taco dragi moi dobri mus sada ti dan snati da ti pisen danas ga ie 11 ie torac i pada das..." (primjer pravog pisma iz 1944. godine).
Slijedio je palež. Ilustrativni primjer je istodobno paljenje slovenskog narodnog doma u Trstu i hrvatskog narodnog doma u Puli: obje su te značajne ustanove narodnog života zapaljene 13. srpnja 1920. godine. Nakon toga, nasilje je dalje eskaliralo. Skvadristi su pojačali pljačke i palež zadruga i trgovina, te premlaćivali i silovali netalijansko stanovništvo.
Iz reda najodlučnijih slovenskih i hrvatskih domoljuba od 1927. godine ustrojava se antifašistička organizacija TIGR, koja pribjegava i nasilnoj borbi protiv Mussolinijevog režima.
Godine 1931. uveden je poseban sustav oporezivanja i pravosudne eksproprijacije imovine kojom su vlasti plijenile domove hrvatskih i slovenskih poljoprivrednika i u njima u nekim slučajevima nastanjivale talijanske doseljenike (na što je posebnu pozornost obratila Pazinska odluka o pripojenju Istre matici Hrvatskoj iz 1943. godine).  Na taj način se nasilno mijenjala i etnička slika. Kolonizirani Talijani su velikim dijelom bili iz zaostalijih ruralnih krajeva kao što su Kalabrija i Sicilija.
„Premalo se ubija“, opomenuo je 1942. okružnicom svoje trupe general Mario Robotti, zapovjednik IX. armijskog korpusa talijanske Kraljevske vojske, raspoređenoga u Sloveniji i Hrvatskoj, a njegov nadređeni zapovjednik Mario Roatta bio je još eksplicitniji: Ne zub za zub, nego glavu za zub! Iz tih citata izvučen je naslov knjige - Si ammazza troppo poco: I crimini di guerra italiani 1940. – 43. (Premalo se ubija: Talijanski ratni zločini 1940. – 43.) -  koju je 2006. objavio torinski povjesničar Gianni Oliva.

## Lažiranje povijesti
Talijani su željeli dokazati da je ono što rade ispravno. Ove promotivne kampanje usmjerene su posebice na interpretaciju nekih povijesnih nedjela. Još je kod nasilnog talijaniziranja imena i toponima službeno korišteno "objašnjenje" da se tobože "slavenizirana" imena i prezimena vraćaju u tobože izvorni talijanski oblik. Rezultat je takvog dugogodišnjeg propagandnog rada, da danas prosječan Talijan iz Trsta ili Gorice (talijanskog dijela) uči do stanovite mjere izobličene sliku povijesti tih područja.
Tako se kod prosječnih Talijana - osobito u području na talijanskoj istočnoj granici - mogu naći ovakve predodžbe o povijesti:
- U području hrvatskog i slovenskog primorja uvijek su živjeli pretežno Talijani. To su bile uvijek "najtalijanskije zemlje" ("terre italianissime"). Kao dokaz uzimaju se popisi pučanstva iz 19. stoljeća, u kojima se osobe koje su makar natucale talijanski uračunavalo kao osobe čiji je materinski jezik talijanski (u tadašnjim Austrijskim popisima nije se ljude pitalo za narodnost, nego isključivo za materinji jezik); a onda se uzima da su te osobe ujedno etnički Talijani (analogno logici da se Irce ili Škote kojima je materinski jezik engleski - proglasi Englezima; ili da se Srbe u Hrvatskoj proglasi etničkim Hrvatima, s obzirom na to da najvećim dijelom govore hrvatski kao materinski jezik). Tu onda proizlazi da bi u Istri bila gotovo polovina Talijana;[26] slične manipulacije s "materinskim jezikom" upotrebljavane su u političke svrhe i drugdje u Austro-Ugarskoj.[27]
- Slaveni su se po tim tvrdnjama počeli naseljavati u te "najtalijanskije zemlje" u većem broju tek nedavno, npr. u 19. ili ranom 20. stoljeću, i odmah su počeli s nasiljem nad siromašnim talijanskim domaćinima. Zapravo je činjenica da su neka do tada mala mjesta napučena Talijanima počela u vrijeme industrijalizacije naglo rasti (npr. je danas najveći istarski Grad Pula imao 1850. godine svega 1.100 stanovnika, da bi do 1869. stanovništvo poraslo na 10.640, a do 1890. na 31.600 stanovnika), što je zbog doseljavanja stanovništva - najvećim dijelom iz bliskog ruralnog zaleđa - dovelo do promjene etničkog sastava stanovništva na tim urbanim mikrolokacijama.[28]
- Nakon pada fašizma Slaveni su uspjeli provesti svoj plan i zauzeti veliki dio "svetog talijanskog tla", ubili mnoštvo Talijana i pobacali u fojbe (jame).[29] Činjenica da je jugoslavenski komunizam 1945. godine sličnu brutalnost pokazivao i drugdje[30] se ne uzima u obzir: revolucionarno komunističko nasilje se sagledava isključivo kao slavenski teror nad Talijanima.
- Prosječni Talijani iz tih područja vide fašizam kao pokret koji je bio i zlo; međutim smatraju da Talijani zapravo nisu činili ratne zločine (što je daleko od istine) i da nisu bili "tako loši" za vrijeme rata.
- Ne prihvaćaju zlo fašizma ni postojanje fašističkih koncentracijskih logora kao primjerice koncentracijskog logora Kampor. Ovaj tip vjerovanja je sve snažniji kod Talijana u cijeloj Italiji. Takav pogled također podržava veliki dio talijanskih intelektualaca.[31]

## Vanjske poveznice
- Talijanizacija Zadra nakon priključivanja Italiji
- Članak "Esuli su nevjerojatno aktivni u svojoj protuhrvatskoj politici", AMAC  Arhivirana inačica izvorne stranice od 5. ožujka 2016. (Wayback Machine)
- Prisilna romanizacija hrvatskih imena - članak govori o fašističkim zakonima kojima se zabranjivalo slavenska imena